# قطعنامه ۷۱۵ شورای امنیت
قطعنامه  ۷۱۵ شورای امنیت سازمان ملل متحد که در تاریخ ۱۱ اکتبر ۱۹۹۱ تصویب شد، سندی بین‌المللی دربارهٔ عراق است. این قطعنامه طی نشست ۳۰۱۲ام با ۱۵ رای موافق، ۰ مخالف و ۰ ممتنع تصویب شد.